# Both Előd
Both Előd (Budapest, 1952. június 13. –) fizikus, csillagász, ismeretterjesztő, 2014-ig a Magyar Űrkutatási Iroda igazgatója.

## Tanulmányai
1970-ben a budapesti Eötvös József Gimnáziumban érettségizett. 1976-ban fizikus-csillagász diplomát szerzett az ELTE TTK-n. 1982-ben ugyancsak az ELTE TTK-n csillagászatból (égi mechanika) egyetemi doktori fokozatot szerzett. Kitűnően beszéli az angol és a német nyelvet. Közigazgatási alapvizsgát (1993) és szakvizsgát (2000) tett.

## Munkássága
1976–1981 között az MTA Csillagászati Kutató (akkor Csillagvizsgáló) Intézete Bajai Obszervatóriumának munkatársa. Kutatási területe a mesterséges holdak pályaváltozásai, illetve ennek alapján a Föld felsőlégkörének vizsgálata volt.
1982–1993 között a budapesti Uránia Csillagvizsgáló munkatársa, 1988-tól ügyvezetője. Csillagászati és űrkutatási ismeretterjesztő munkát végez.
1993 óta a Magyar Űrkutatási Irodában dolgozik, előbb főmunkatársként, majd 1995-től osztályvezetőként. 1997-től az Iroda igazgatója. (Ezen minőségében 2005–2006 között az Informatikai és Hírközlési Minisztérium főosztályvezetője, 2006-tól a Környezetvédelmi és Vízügyi Minisztérium osztályvezetője, 2010-től pedig a Nemzeti Fejlesztési Minisztérium Űrkutatási Osztályának osztályvezetője). Irányítja a hazai űrkutatási munka koordinálását, a magyar űrkutatás nemzetközi képviseletét, valamint az Európai Űrügynökséggel fennálló kapcsolatokat. 1997 óta a Magyar Űrkutatási Tanács, valamint az Űrkutatási Tudományos Tanács tagja.
1997 óta képviseli Magyarországot az ENSZ Világűrbizottságában (COPUOS). 2006-ban két évre a Világűrbizottság első alelnökévé választották.
1998–2003 között Magyarországot az Európai Űrügynökség (ESA) PRODEX programjának munkabizottságában képviselte. Az ESA Európai Együttműködő Államok (PECS) Bizottságának megalakulásakor (2007) egy évre a Bizottság elnökévé választották.
Képviseli a Magyar Űrkutatási Irodát az EURISY Szövetségben, valamint a World Space Week Association nemzetközi űrkutatási ismeretterjesztő szervezetben, utóbbiban az igazgatótanács tagja.

## Civil tevékenysége
A Nemzetközi Asztronautikai Akadémia rendes tagja, 2006 óta (2001–2006: levelező tag).
2002 óta a Természet Világa Szerkesztő Bizottságának tagja. 2003 óta a Magyar Asztronautikai Társaság alelnöke. A 90-es években a Magyar Természettudományi Társulat csillagászati és űrkutatási szakosztályának titkára volt. Az Űrkutatás – Űrhajózás c. lap szerkesztő bizottságának a lap alapításától megszűnéséig tagja volt.
Több mint 40 csillagászati, űrkutatási, földtudományi, fizikai, tudományelméleti, tudományfilozófiai könyvet (egyebek között John D. Barrow, Paul Davies, John Gribbin, Stephen Hawking, Carl Sagan és Keith Ward műveit) fordított magyarra. Kiterjedt szóbeli és írásos ismeretterjesztő tevékenységet folytat, számtalan cikket írt és fordított különböző ismeretterjesztő folyóiratok számára.

## Kitüntetései
- Baross Gábor-díj (1998, a közlekedési, hírközlési és vízügyi minisztertől)
- Fonó Albert-díj (1999, a Magyar Asztronautikai Társaságtól)
- A Magyar Köztársasági Érdemrend Lovagkeresztje (2006)
- Szent László-díj (2014)
- Bay Zoltán-díj (2015)

## Könyvei
- Űrhajózási lexikon (Társszerző. Főszerk.: dr. Almár Iván, társszerző, Akadémiai - Zrínyi, 1981 és 1985)
- Űrkutatás (társszerző: dr. Horváth András. Fakultatív gimn. tankönyv, Műszaki Könyvkiadó, 1985)
- A szférikus csillagászat alapjai; TIT, Bp., 1988 (Csillagászati távoktatási tanfolyam)
- Csillagászati megfigyelési módszerek; TIT, Bp., 1989 (Csillagászati távoktatási tanfolyam)
- A Föld és a csillagok (Calibra Kiadó, 1993)
- A Világmindenség (Móra Kiadó, 1994)
- Magyar űrkutatás (Társszerkesztő: dr. Horváth András - Magyar Űrkutatási Iroda kiadványa), Budapest, 1994[3]
- Űrtan (társszerző, főszerkesztő-helyettes, lektor és szerkesztő - Főszerk.: Almár Iván, SH atlasz sorozat 18. kötet, Springer Hungarica Kiadó, 1996)
- 50 éves a magyar űrkutatás; szerk. Both Előd, Horváth András; Magyar Űrkutatási Iroda, Bp., 1996
- Űrtevékenység Magyarországon, Magyar Űrkutatási Iroda, Budapest, 2004[4]

## Fordítások
- Chris Hadfield: Egy űrhajós tanácsai földlakóknak, Akkord kiadó, Budapest, 2014., ford. Both Előd, ISBN 9789632520841.[5] A könyv eredeti címe: An Astronaut's Guide to Life on Earth,[6]
- James R.Hansen: Az első ember-Neil Armstrong élete, Gabo Könyvkiadó, Budapest, 2018., ford. Both Előd, Dancsó Béla, ISBN 9789632521121 [7]

## Magánélet
Nős, három felnőtt gyermeke (két lány - Emőke és Emese, egy fiú - Berény) és két unokája van. Hobbija: úszás (Balaton-átúszás), kerékpározás, az unokákkal foglalkozás.